# Vilske landskommun
Vilske landskommun  var en tidigare kommun i dåvarande Skaraborgs län.

## Administrativ historik
Den bildades vid den stora kommunreformen 1952 genom att alla tidigare landskommuner i Vilske härad, jämte Hällestads landskommun i Gäsene härad, lades samman. 
Floby municipalsamhälle fanns här till 31 december 1961 då det upplöstes.
Landskommunen ombildades till Vilske kommun vid kommunreformen 1971. Området införlivades med Falköpings kommun redan 1974.
Kommunkoden var 1619.

### Kyrklig tillhörighet
I kyrkligt hänseende tillhörde kommunen församlingarna Floby, Grolanda, Gökhem, Göteve, Hällestad, Jäla, Marka, Sörby, Trävattna, Ullene och Vilske-Kleva.

## Geografi
Vilske landskommun omfattade den 1 januari 1952 en areal av 306,04 km², varav 303,21 km² land.

### Tätorter i kommunen 1960
I Vilske landskommun fanns tätorten Floby, som hade 1 386 invånare den 1 november 1960. Tätortsgraden i kommunen var då 26,7 procent.

## Politik

### Mandatfördelning i valen 1950-1970
| 7 | 12 | 16 | 5 |

| 40 |

| 7 | 2 | 13 | 6 | 12 |

| 39 |

| 6 |  | 15 | 5 | 13 |

| 37 |

| 9 | 16 | 5 | 10 |

| 37 |

| 7 | 15 | 7 | 11 |

| 37 |

| 7 | 17 | 5 | 2 | 9 |

| 33 | 7 |